# Leptogaster affinis
Leptogaster affinis är en tvåvingeart som beskrevs av Pavel Lehr 1972. Leptogaster affinis ingår i släktet Leptogaster och familjen rovflugor. Inga underarter finns listade i Catalogue of Life.